# Памятник жертвам белого террора (Воронеж)
Памятник жертвам белого террора — в Воронеже, располагается в сквере «Надежда» между ул. Орджоникидзе, Плехановской и Дзержинского. Автор проекта памятника архитектор А. И. Попов-Шаман (1903—1969). Памятник установлен 7 ноября 1929 года. Он представляет собой гранитный куб с установленной наверху на опорах чашей. На переднем фасаде памятника установлен небольшой фонтан.

## История
Памятник установлен на братской могиле казнённых белыми пяти коммунистов. В 1919 году военное начальство белых отрядов под предводительством К. К. Мамонтова, захвативших Воронеж, устроило на площади «Круглых рядов» публичную казнь советских деятелей города.
Казнь через повешение была совершена 4 октября 1919 года, точное количество повешенных и их имена не установлены. Среди погибших были советский комендант Воронежа Павел Петрович Скрибис, командир бронепоезда Красной Армии Николай Павлович Шлегель, железнодорожный комиссар Василий Иванович Лаврентьев. Кроме них по разным сведениям указывалось ещё несколько фамилий: Нониев, Петров, Иванов, Волгин. Повешенные были захоронены непосредственно на месте казни, их братская могила сохранилась до настоящего времени. Практически сразу после освобождения города от белогвардейцев, в 1920 году, на месте казни был установлен первый монумент.
Проект ныне существующего памятника выполнил в 1929 году воронежский архитектор А. И. Попов-Шаман.